# Mosul
Mosul (arabsky: الموصل, al-Mausíl) je druhé největší irácké město (po Bagdádu) a správní středisko provincie Ninive v severní části země v Kurdistánu, 350 km severně od Bagdádu a 100 km jižně od tureckých hranic na řece Tigris. Mosul, ležící v oblasti velmi bohaté na zásoby ropy, je hospodářským a dopravním centrem severního Iráku. Od roku 2014 do června 2017 město okupovala teroristická organizace Islámský stát. V roce 2010 zde žilo asi 2 882 000 obyvatel. V roce 2014 z města několik set tisíc obyvatel odešlo. Od roku 1967 zde sídlila Mosulská univerzita. Její činnost byla zastavena v roce 2014 a začala být obnovována roku 2017.

## Poloha a přírodní podmínky
Rozkládá se 350 km severozápadně od Bagdádu v nadmořské výšce 250 m na pravém břehu řeky Tigris na Ninivské pláni. Poblíž, na protějším břehu, jsou pozůstatky starobylého města Ninive, které bylo v 7. století př. n. l. metropolí Asyrské říše.

## Historie
Historie sahá do starověku, jednalo se o významné asyrské obchodní centrum, spojující Mezopotámii a Středomoří. V okolí Mosulu se vyskytuje ve třech dialektech novosyrština, která tvoří jednu ze dvou větví aramejštiny. V letech 1535–1918 byl součástí Osmanské říše. Po skončení První světové války se město v letech 1918–1932 dostalo po britskou správu. Zdejší ekonomika se začala prudce rozvíjet od konce 20. let 20. století, kdy zde byla objevena ropa.
Po invazi USA do Iráku se město 11. dubna 2003 americké armádě vzdalo. 22. července 2003 zde byli zabiti synové iráckého prezidenta Saddáma Husajna Udaj a Kusaj. Ve městě si vytvořila základnu 101. výsadková divize americké armády. Při teroristických útocích 24. června 2004 zde bylo zabito 62 lidí, především policistů. Při útoku 21. prosince 2004 bylo v Mosulu zabito 14 amerických vojáků. V roce 2008 město po vlně vražd a vyhrožování opustily tisíce křesťanských Asyřanů. Dne 4. června 2014 byly zahájeny boje o město organizací Islámský stát (IS) a po šesti dnech nad ním IS získalo úplnou kontrolu. Dne 16. října 2016 zahájily irácké vládní jednotky a jejich spojenci ofenzívu za znovudobytí Mosulu.

## Obyvatelstvo
Okolní oblast je národnostně převážně kurdská, ale ve městě samém od 90. let 20. století převažují Arabové a Kurdové jsou v menšině. Třetím nejpočetnějším etnikem jsou pak Turci. Mosul měl před americkou invazí ze všech iráckých měst nejpočetnější křesťanskou menšinu, od té doby se jejich počet snížil ze 100 000 na 5 000, po obsazení města Islámským státem jich zbylo již jen 200. Ve městě sídlil chaldejskokatolický arcibiskup.

## Památky

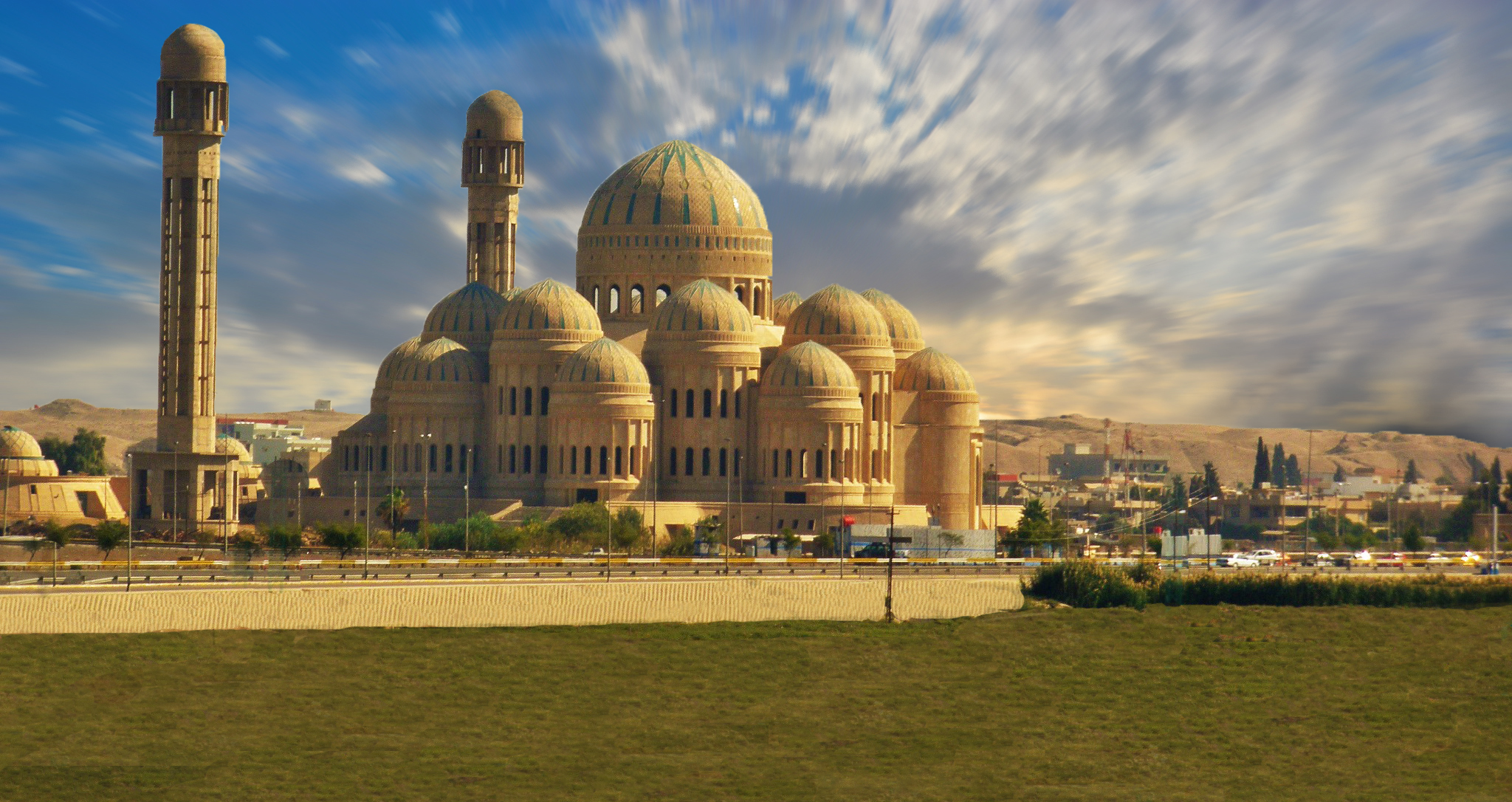
Velká mešita v Mosulu-Ninive (2014)

- Klášter svatého Eliáše (Dair Mar Elia) – ruiny nejstaršího křesťanského kláštera, ležící jižně od Mosulu. Klášter syrské ortodoxní církve založil kolem roku 590 asyrský mnich Mar Elia. Podle satelitních snímků bylo místo zničeno mezi koncem srpna a koncem září 2014 pravděpodobně radikály Islámského státu.[3]
- Klášter svatého Matouše v horách nad Mosulem, dochovaný bez poškození
- Katedrála svatého Tomáše, sídlo syrské archieparchie mosulské (Mar Toma), založena před rokem 770, nyní doplněna novostavbou; v provozu, bez poškození
- Mart Meskinta, bazilika chaldejské církve, založena před rokem 1199, největší křesťanský kostel v Mosulu, mimo provoz, poškozen
- Velká mešita an-Núrí, nejstarší v Mosulu, byla založena v letech 1172–1173 a stržena 21. června roku 2017. Po porážce islámských radikálů začala její obnova. Mihráb ze 12. století byl přenesen do muzea v Bagdádu.
- Velká mešita sunnitů, dříve zvaná Saddámova na počest iráckého prezidentaSaddáma Hussajna; stojí na břehu řeky Tigris při starověkém Ninive̟; otevřena roku 1985 a její stavbu rovněž poškodili radikálové Islámského státu.

## Průmysl
V Mosulu se nachází velké rafinerie ropy, město je odedávna proslulé i textilním průmyslem – slovo mušelín je odvozeno právě z názvu Mosul.